# Oneven getal
Een oneven of onpaar getal is een geheel getal dat geen even getal is, dus niet door 2 kan worden gedeeld zonder dat er een rest overblijft. Een oneven aantal objecten kan dus niet in twee delen van gelijke omvang worden opgesplitst. De oneven getallen zijn ... −11, −9, −7, −5, −3, −1, 1, 3, 5, 7, 9, 11, .... Een oneven getal heeft bij de gebruikelijke decimale schrijfwijze als laatste cijfer een 1, 3, 5, 7 of 9. De pariteit van de oneven getallen is 1.
Alle priemgetallen met uitzondering van 2, zijn noodzakelijkerwijs oneven. Anders konden ze door 2 worden gedeeld en waren het geen priemgetallen.
De som van twee oneven getallen is een even getal, bijvoorbeeld 159 + 73 = 232. Het product van twee oneven getallen is weer oneven, bijvoorbeeld 13 × 21 = 273. De verzameling van de oneven getallen is dus niet gesloten voor de optelling, maar wel voor de vermenigvuldiging.
De som van een oneven en een even getal is weer oneven, bijvoorbeeld 55 + 128 = 183. Het product van een oneven en een even getal is even: 9 × 12 = 108.
De verzameling van de oneven getallen heeft een neutraal element voor de vermenigvuldiging, namelijk het getal 1. De verzameling van de even getallen heeft geen neutraal element voor de vermenigvuldiging. De verzameling van de oneven getallen heeft geen neutraal element voor de optelling. De verzameling even getallen wel: het getal 0.
Een wiskundige functie {\displaystyle f} heet een oneven functie als {\displaystyle f(-x)=-f(x)} voor alle {\displaystyle x} in het domein van {\displaystyle f}.